# اندی دیوف
اندی دیوف (انگلیسی: Andy Diouf؛ زادهٔ ۱۷ مهٔ ۲۰۰۳) بازیکن فوتبال است.
وی همچنین در تیم‌های ملی فوتبال زیر ۱۷ سال فرانسه و زیر ۱۹ سال فرانسه بازی کرده‌است.